# نوفمبر 1918: ثورة ألمانية
نوفمبر 1918: ثورة ألمانية (بالألمانية: November 1918: eine deutsche Revolution) هي ثلاثية كُتبت بواسطة الروائي الألماني ألفرد دوبلن. الرواية تحكي عن ثورة نوفمبر 1918-1919 الألمانية. وهي تعتبر من أهم أعمال ألفرد دوبلن في المنفى، ولقيت استحسان الكثير من النقاد ومنهم جابرييل ساندر الذي وصفها بأنها تتويجاً لأعمال دوبلين في الروايات التاريخية.